# 海防艦
海防艦（かいぼうかん）は、戦闘用艦艇の一種。

## 概要
英語ではcoast defense shipと言い、沿岸防御用の軍艦のこと。
小型で浅喫水の小戦艦や大型砲艦のようなものもある。
北欧においては、近海防衛用に海防戦艦の整備を行っていた。第二次世界大戦までの艦種で、普通、旧式になった戦艦や巡洋艦をあてた。

## 日本の海防艦
日本の海防艦は、1万トン級の戦艦クラスから、千トン未満の小型艦に至るまで、多岐に渡る。
沿岸・領海警備、拠点防衛、船団護衛、対潜哨戒等を主要任務とする艦のことを指す。
任務の性質上、武装・装甲を重視し、速度・航洋性を犠牲にした艦が多い。
日露戦争時のロシア海軍海防戦艦も、日本海軍では海防艦に類別して運用したこともある。
太平洋戦争以前の日本の海防艦は、旧式化した軍艦の総称である。
日本海海戦（日露戦争）における連合艦隊旗艦（司令長官東郷平八郎大将座乗）だった戦艦三笠も、最終的に海防艦へ類別変更されている。
日本海軍における海防艦は、1942年（昭和17年）7月1日の類別変更を境にその性格が大きく異なる。
軍縮条約脱退後の③計画において、日本海軍は大和型戦艦や翔鶴型航空母艦と共に占守型海防艦（1000トン未満）を計画および建造する。
太平洋戦争突入後の1942年（昭和17年）7月1日、海防艦の定義を大幅に変更。占守型の改良型や、さらに簡易化・量産化をすすめた新型海防艦を多数建造した。

### 類別制定前
1887年（明治20年）6月6日、日本海軍は建造予定の艦艇7隻について、艦名を内定。
このうちフランス人技官ルイ＝エミール・ベルタンの設計による軍艦3隻は、第一海防艦＝厳島、第二海防艦＝松島、第三海防艦＝橋立と命名された（松島型防護巡洋艦）。

### 明治31年から昭和17年まで
1898年（明治31年）3月21日、日本海軍は海防艦という艦種を新設する。
旧式化した戦艦や巡洋艦（装甲巡洋艦、防護巡洋艦）を海防艦として類別し、軍艦籍のまま近海・沿岸の防備に用いることになった（以下「旧定義艦」）。
当初は、計画排水量7000トン以上の海防艦を一等海防艦、7000トン未満3500トン以上の海防艦を二等海防艦、3500トン未満の海防艦を三等海防艦と定義（1912年8月28日、三等海防艦の等級廃止。1931年6月1日、等級廃止）。
これらの海防艦は、領海警備、拠点防衛、海上護衛、母艦任務、練習艦等、多岐にわたる任務に従事した。
例えば1920年（大正9年）の尼港事件（シベリア出兵）では、海防艦見島（元ロシア軍艦アドミラール・セニャーヴィン）が砕氷艦として出動している。
上海事変以降の日中戦争では、海防艦出雲（元装甲巡洋艦）が上海に進出し、第三艦隊や支那方面艦隊旗艦として作戦を指揮した。
姉妹艦磐手と八雲は、練習艦隊を編成して多くの海軍士官を送り出した。
二等海防艦新高（元防護巡洋艦）のように、オホーツク海での漁業保護活動中に遭難した艦もあった。
これらの旧定義艦に対し1942年（昭和17年）7月の変更後は、小型で対潜水艦能力を備えた海上護衛用艦艇を「海防艦」と改めた。

### 海防艦類別の変遷
- 1898年（明治31年）3月21日　「海軍軍艦及水雷艇類別標準」を初めて制定[5]。
  - 軍艦の中に海防艦（一等、二等、三等）を規定[5][22]。
  - 初期のスループやコルベットなど計10隻（筑波、金剛、比叡、済遠、海門、天龍、葛城、大和、武蔵、高雄）を三等海防艦に類別[33]。
  - 海防艦として計画された軍艦3隻（厳島、松島、橋立）は二等巡洋艦に類別[33]。
- 1905年（明治38年）12月12日　二等戦艦を廃止[34][35]。既存の3隻を海防艦に編入（鎮遠と壱岐は一等海防艦。扶桑は二等海防艦に類別）[36][37]。
- 1912年（大正元年）8月28日　「海軍艦艇類別標準」改正[25][38]
  - 三等海防艦を廃止し、二等海防艦（計画排水量7,000トン未満）に統合[39][40]。
  - 既存の三等海防艦は、二等海防艦に編入[41]。
  - 水雷母艦及び通報艦類別を廃止し、一部は海防艦に編入[39][40]。
- 1920年（大正9年）4月1日　「海軍艦艇類別標準」改正[42][43]。
  - 航空母艦類別新設により二等海防艦若宮を[44]、水雷母艦類別復活により二等海防艦韓崎と駒橋を、それぞれ該当類別に転出[45][44]。
- 1931年（昭和6年）6月1日　海防艦の等級を廃止[26]
- 1942年（昭和17年）7月1日　「海防艦」の定義を大幅に見直す[6]。
  - ③計画新造の4隻（占守、国後、石垣、八丈）を軍艦籍より除籍[15]。海防艦○○と呼称変更[46][47]。
  - 艦艇類別等級表に艦艇として海防艦を設け、海防艦占守型を新設[48]。
  - ○○艦長の役職名を、○○海防艦長に変更、他役職名も同様[49]。
  - 旧来の海防艦は、航行能力のある軍艦3隻（八雲、出雲、磐手）を海防艦から一等巡洋艦（重巡洋艦）に類別変更[48]。それ以外の海防艦3隻（浅間、吾妻、春日）を軍艦籍より除籍[15]。練習特務艦に類別する[46][50]。

### 新海防艦の概要
日本海軍が太平洋戦争時に多数建造した船団護衛等のシーレーン防衛や沿岸警備を主任務とする小型戦闘艦で、大戦前半の護衛艦艇（旧式駆逐艦、哨戒艇、機雷敷設艦、急設網艦、水雷艇、掃海艇、駆潜艇、特設艦艇等）にかわる護衛戦力の主力となった。他国でいうフリゲートに相当する。海防艦の英語表記はEscort（護衛艦）であり、対空・対潜武装を中心としたものであった。戦後、初期に配備された海上自衛隊護衛艦や海上保安庁の巡視船の原型になった艦である。 
昭和時代に入ると装甲巡洋艦や防護巡洋艦由来の海防艦は老朽化が進み、順次退役していった。
1931年（昭和6年）8月、日本海軍は北洋警備を主任務とする小型海防艦の建造計画をまとめる。新艦種としたのは、より北洋に対応した艦とすることと、ロンドン軍縮条約による補助艦制限により、それまで北洋警備に用いていた駆逐艦を正面戦力へと移すことが考慮されたためでもあった。日本海軍が潜水艦に対処するため開発・整備していた艦艇は、駆潜艇であった。日本海軍はロンドン海軍軍縮条約の制限外艦艇として、①計画に排水量1,200トン型海防艦4隻が盛り込んだが、実現しなかった。当時、世界恐慌の影響により日本は財政緊縮時代であり、軍事予算も大幅に縮小。戦列部隊（第一線部隊）の整備だけで手一杯で、防備兵力の整備は後回しにせざるを得なかった。1933年（昭和8年）の②計画でも新型海防艦4隻の建造を要求したが、予算不足のため実現しなかった。
1936年（昭和11年）5月、伏見宮博恭王軍令部総長は、昭和天皇に国防方針の改訂を説明。このなかで、「所要兵力」における第二区分（防備用兵力）について「主トシテ内地防御作戦ニ任ズベキ内戦部隊デ、ソノ所要兵力ハ航空機オヨビ艦齢超過艦ヲモッテアテマスホカ、所要ノ艦艇ヲ新造充実イタシマス」と言上した。
このような方針下、新型海防艦はオホーツク海周辺におけるソ連との漁業紛争に対処するための小型艦（900トンクラス）として建造された（③計画、占守型）。紛争地での対外交渉に従事することを考慮し、「軍艦」と位置づけられ、菊のご紋章を艦首に装着していた（昭和17年7月1日附で軍艦籍より除籍。役職も"艦長"から"海防艦長"に変更）。この頃は海防艦の艦長は兵学校出身の中佐が務めていた。
1937年（昭和12年）7月以降の日中戦争（支那事変）勃発により、新型海防艦の建造計画は頓挫してしまった。しかし太平洋戦争開戦前、拡大する戦域を航行する輸送船の護衛としてこの艦種が有用と見込まれ、占守型の設計を若干簡略化し、対潜装備を強化した択捉型や御蔵型の開発および建造を開始する。さらに戦局悪化による護衛艦の不足により、大量生産向けに設計を大幅に簡略化した鵜来型・日振型などを大量に建造する。いわば、当時の日本において海防艦建造は、海軍艦政本部、海上護衛総司令部の軍当局に加え、民間の三菱重工業、日本鋼管、日立造船などの造船メーカーを巻き込んだ一大国家プロジェクトであった。
上記の艦艇が完成する頃には戦況悪化が著しく、輸送船舶の被害が拡大していた。一方、当時の日本海軍は航空母艦、丁型駆逐艦（松型駆逐艦）、輸送艦（第一号型、第百一号型）、潜水艦の量産、既定の商船建造に傾注しており、護衛艦艇の建造は後回しにされがちだった。
その中でも開戦時前決定マル急計画30隻（択捉型、御蔵型、日振型、鵜来型）、⑤計画および改⑤計画の海防艦34隻に加え、1943年（昭和18年）4月の軍令部提議330隻建造に対し、同年6月に244隻建造計画が決定。
小規模な造船所でも建造できるよう、また更に急造できるよう小型化（700トンクラス）、簡略化を徹底した新しい海防艦が短期間で設計され、100隻を超える艦艇が建造された（丙型・丁型）。
戦時中、帝国海軍が建造した艦種の中で、最も多い艦種となった。これらの新型海防艦は、他国でいうコルベットに相当する。
1944年（昭和19年）度82隻、1945年（昭和20年）43隻、計125隻が完成。ただし、あまりにも種類と仕様が雑多で統一性がなく（甲型、乙型、丙型、丁型、タービン機関、ディーゼル機関）、また艦ごとに艤装や計器の仕様が異なり、用兵側は編隊航行にも苦労することになった。結局、護衛戦力としては高速の駆逐艦が最適であり、護衛指揮官の乗艦としては睦月型駆逐艦、護衛としては若竹型駆逐艦や鴻型水雷艇が重用された。
こうして就役した海防艦のほとんどは、戦争の後期から末期にかけて、南方や日本近海で通商破壊戦を展開する連合国軍潜水艦・航空機に対抗し、輸送船を護衛して苛酷な戦いを繰り広げた。
新型海防艦の最大の欠点は低速力（丙型、丁型とも17ノット前後）で、水上航行中の潜水艦や、護衛対象の優秀船にも劣った。この速力不足は、現場の指揮官や海防艦艦長自身が痛感している。サイパン輸送作戦時（昭和19年5月）の指揮官（睦月型駆逐艦「皐月」座乗）は、敵潜水艦（洋上航行速力19ノット）が輸送船団を追従した場合「海防艦では手の施しようがない」「とにかく一隻でも駆逐艦を有するということは強みだった」「とにかく一船団に少なくとも（駆逐艦）一隻は配属せしめる必要を痛感した」と回想している。戦史叢書では『敵潜水艦より劣速の海防艦は、対潜護衛艦艇としての本質的要件に欠けるともいえるものである。』と評する。しかし戦局の逼迫から、性能不充分ながら欠陥を承知で運用せざるを得なかった。その結果、終戦までに完成した海防艦167隻（占守型4隻〈占守、国後、八丈、石垣〉、中華民国からの戦利艦海防艦2隻〈五百島と八十島〉を含めれば173隻）のうち71隻が失われた。海防艦乗組員の戦死者は1万人以上と伝えられる。この奮闘にもかかわらず、圧倒的な連合軍の前に、戦争末期には日本の海上輸送はほぼ壊滅することとなる。
また新型海防艦の就役数増加により、海防艦を主力とする諸部隊も新たに登場した（特設護衛船団司令部）。
これらの部隊は、連合艦隊がマリアナ沖海戦及びレイテ沖海戦で事実上壊滅すると、残存戦力として第一線に押し出され、終戦まで作戦行動を継続した。
大戦中盤以降の海防艦の運用の中心を担ったのは、東京及び神戸の高等商船学校出身の海軍予備将校であった。一般商船の高級船員がそのまま充員召集され、海防艦長、航海長、機関長などの任務に就いた。新造とはいえ、戦時の粗末な構造で、兵器も充実していたといえず、各方面から集められた乗組員の訓練も不十分だった。それでも、戦争遂行に不可欠なシーレーン防衛のために決死の戦いを強いられた各海防艦、商船隊の活躍は、海防艦自体の評価はともかくとして、評価に値するといえよう。さらに、戦後の海上自衛隊が艦艇を保有するにあたっての基本コンセプトの原型となった艦種という意味でも、海防艦の残した価値は意外と大きい。また、生産性の向上を徹底的に追求するなかで、ブロック工法や電気溶接を本格的に採用し、戦後の造船技術の潮流を作ったといえる。
戦後、生き残った艦の多くは復員業務に従事した後、賠償艦として連合軍に引き渡された。日振型と鵜来型のうち、志賀など計5隻がおじか型巡視船として海上保安庁で再就役し、昭和30年代後半まで活躍した。
1980年（昭和55年）5月5日、海防艦顕彰会により靖国神社遊就館前に、『護国海防艦の碑』および海防艦像が建立された。
記念艦となっていた志賀は、老朽化により解体撤去された。日本国内に現存する海防艦籍にあった艦艇は三笠のみである。

## 海防艦各艦（日本海軍）

### 旧定義艦
筑波（つくば）コルベット。3等海防艦に類別。主に海軍兵学校練習船として航海の実習教材となる。1905年（明治38年）6月10日に除籍後、売却。
天龍（てんりゅう）スループ。3等海防艦に類別。主に海軍兵学校練習船として航海術の実習教材となる。1906年（明治40年）10月20日除籍
海門（かいもん）スループ。3等海防艦に類別。日露戦争において第3艦隊に所属。1904年（明治37年）7月5日、掃海援護からの帰途において大連沖で触雷戦没。
葛城（かつらぎ）スループ。3等海防艦に類別。日露戦争においては長崎港警備に従事。大正元年の等級見直しで2等海防艦に変更。翌年1913年（大正2年）4月11日除籍。
大和（やまと）スループ。3等海防艦に類別。日露戦争においては関門海峡警備に従事。大正元年の等級見直しで2等海防艦に変更。1922年（大正11年）9月1日、測量艦に変更。昭和10年まで海軍に在籍し、敗戦直後の枕崎台風のため遭難。
武蔵（むさし）スループ。3等海防艦に類別。日露戦争においては津軽海峡警備に従事。大正元年の等級見直しで2等海防艦に変更。1922年（大正11年）9月1日、測量艦に変更。昭和3年まで海軍に在籍し、昭和10年解体。
高雄（たかお）巡洋艦。国産初の鉄製軍艦。3等海防艦に類別。日露戦争において津軽海峡・宗谷海峡での哨戒任務に従事。1911年（明治44年）4月1日除籍、売却解体。
済遠（さいえん）元清朝巡洋艦。3等海防艦に類別。日露戦争において第3艦隊に所属。1904年（明治37年）11月30日、旅順要塞203高地攻撃援護中に触雷戦没。
金剛（こんごう）装甲コルベット。3等海防艦に類別。1909年（明治42年）除籍。
比叡 （ひえい）装甲コルベット。3等海防艦に類別。1911年（明治44年）除籍。
見島（みしま）元ロシア海防戦艦アドミラル・セニャーウィン。1905年（明治38年）6月6日、2等海防艦に編入。主に舞鶴海兵団練習船として使用後、シベリア出兵の際に砕氷艦として使用。1922年（大正11年）4月1日、潜水艦母艇に転籍して佐世保で使用後、1935年（昭和10年）に除籍後、空母鳳翔航空隊の標的艦として使用中に沈没。日本海軍最大の特務艇である。
沖島（おきのしま）元ロシア海防戦艦ゲネラルアドミラル・グラーフ・アプラクシン。1905年（明治38年）6月6日、2等海防艦に編入。主に佐世保海兵団練習船として使用。1922年（大正11年）4月1日、雑役船に転籍して払い下げ。記念艦にするため輸送中に座礁、放棄。
扶桑（ふそう）元2等戦艦。1905年（明治38年）12月12日、2等戦艦類別廃止にともない二等海防艦に変更。特に目立つ行動はなく1908年（明治41年）4月1日除籍、売却解体。
鎮遠（ちんえん）元清朝甲鉄砲塔艦、元二等戦艦。1905年（明治38年）12月12日、二等戦艦類別廃止にともない一等海防艦に類別変更。日露戦争に参加、旅順攻囲戦で鹵獲した元ロシア海軍艦艇の護衛・曳航にも従事した。1911年（明治44年）4月1日除籍、売却解体。
壱岐（いき）元ロシア戦艦インペラートル・ニコライ1世、二等戦艦。1905年（明治38年）12月12日、二等戦艦類別廃止にともない一等海防艦に変更。主に横須賀海兵団練習船として使用。1915年（大正4年）5月1日除籍。大正天皇皇太子親閲下（御召艦榛名）、金剛型巡洋戦艦（金剛、比叡）の砲撃標的として撃沈処分。
松江（まつえ）元ロシア東清鉄道貨物船スンガリ。1906年（明治40年）3月8日、3等海防艦に類別。主に南洋方面の測量任務に従事。1912年（大正元年）8月28日、三等海防艦類別廃止につき二等海防艦に変更。さらに1918年（大正7年）2月1日、運送船に変更。のち運送艦をへて1922年（大正11年）4月1日、測量艦へ変更。1929年（昭和4年）4月1日除籍。
富士（ふじ）元戦艦。1912年（大正元年）8月28日、一等海防艦に変更。膠州湾の自沈貨物船の内地曳航、加賀型戦艦2隻（加賀《神戸→横須賀》、土佐《長崎→呉》）の曳航など、大型船の曳航に従事。1922年（大正11年）9月1日、運送艦に変更。同年12月1日、練習特務艦に類別変更。横須賀繋留中の1945年（昭和20年）7月18日、米軍機動部隊艦載機の空襲により大破、着底。
石見（いわみ）元ロシア戦艦アリヨール。1912年（大正元年）8月28日、一等海防艦に変更。膠州湾攻略作戦に従事。1922年（大正11年）9月1日除籍、雑役船として使用後、航空攻撃の標的艦として処分。
周防（すおう）元ロシア戦艦ポビエダ。1912年（大正元年）8月28日、一等海防艦に変更。膠州湾攻略作戦に従事。1922年（大正11年）9月1日除籍。解体中に漏水転覆、自沈。
相模（さがみ）元ロシア戦艦ペレスウェート。1912年（大正元年）8月28日、一等海防艦に変更。膠州湾攻略作戦に従事。1916年（大正5年）4月4日、ロシアに返還後戦没。
丹後（たんご）元ロシア戦艦ポルタワ。1912年（大正元年）8月28日、一等海防艦に変更。膠州湾攻略作戦に従事。1916年（大正5年）4月4日、ロシアに返還後1922年(大正11年)に解体。
高千穂（たかちほ）元2等巡洋艦。1912年（大正元年）8月28日、敷設艦改装にともない二等海防艦に変更。膠州湾攻略作戦中の1914年（大正3年）10月17日、ドイツ海軍水雷艇の奇襲により戦没。
厳島（いつくしま）第一号海防艦。1897年（明治20年）6月6日、第一号海防艦は厳島と命名される。1898年（明治31年）3月21日、二等巡洋艦に類別。1912年（大正元年）8月28日、二等海防艦に変更。呉海兵団練習船を経て潜水学校練習船として使用。1919年（大正8年）4月1日、雑役船厳島丸となる。のち潜水艦母艇（特務艇）、再度雑役船を経て大正14年（1925年）4月14日廃船。
松島（まつしま）第二号海防艦。1897年（明治20年）6月6日、第二号海防艦は松島と命名される。1898年（明治31年）3月21日、二等巡洋艦に類別。1908年（明治41年）4月30日、練習艦として航海中、寄港先の台湾で火薬庫爆発事故により爆沈。旧定義における海防艦には類別されていない。
橋立（はしだて）第三号海防艦。1897年（明治20年）6月6日、第三号海防艦は橋立と命名される。1898年（明治31年）3月21日、二等巡洋艦に類別。1912年（大正元年）8月28日、二等海防艦に変更。主に横須賀海兵団練習船として使用。1922年（大正11年）4月1日、横須賀海兵団宿舎(雑役船)となり昭和初期に解体。
千代田（ちよだ）元3等巡洋艦。1912年（大正元年）8月28日、二等海防艦に変更。主に沿岸警備に使用。1921年（大正10年）4月30日、水雷母艦に変更。のちに潜水艦母艇として大正末期まで使用後、昭和天皇（御召艦山城）親閲下、空母鳳翔航空隊等の標的艦として処分。
秋津洲（あきつしま）元3等巡洋艦。1912年（大正元年）8月28日、二等海防艦に変更。主に沿岸警備に使用。1921年（大正10年）4月30日、潜水艦母艇に変更後、1927年（昭和2年）1月10日除籍。
鈴谷（すずや）元ロシア巡洋艦ノーヴィク。元通報艦。1912年（大正元年）8月28日、通報艦廃止にともない二等海防艦に変更。主に旅順周辺の防御に従事。翌年1913年（大正2年）4月1日除籍。
満洲（まんしゅう）元ロシア東清鉄道貨客船マンジュリア。元通報艦。1912年（大正元年）8月28日、通報艦廃止にともない二等海防艦に変更。主に列強各国の駐日武官や皇室関係者の歓待等、迎賓艦として機能した。1932年（昭和7年）4月1日除籍。
豊橋（とよはし）元水雷母艦。類別整理のため1912年（大正元年）8月28日、二等海防艦に編入。主に潜水母艦として支援任務に従事。1914年（大正3年）4月1日除籍、払い下げ。
韓崎（からさき）元水雷母艦。類別整理のため1912年（大正元年）8月28日、二等海防艦に編入。主に潜水母艦として第4水雷戦隊（のちに第1潜水戦隊）旗艦として指揮に従事。1920年（大正9年）4月1日、類別改定により水雷母艦に復帰。昭和14年（1939年）に除籍。
駒橋（こまはし）元雑役船。1914年（大正3年）4月1日、豊橋の代船として2等海防艦に編入、主に潜水母艦として支援任務に従事。1920年（大正9年）4月1日、類別改定により水雷母艦に変更。1942年（昭和17年）に測量艦となり、終戦直前に戦没。
若宮（わかみや）元運送船。1915年（大正4年）6月1日、2等海防艦に編入。主に水上機母艦として演習時の偵察・観測任務に従事。1920年（大正9年）4月1日、類別改定により新設した航空母艦に転籍。1931年（昭和6年）に除籍、解体。
敷島（しきしま）元戦艦。1921年（大正10年）9月1日、一等海防艦に変更。1923年（大正12年）4月1日、軍艦籍より除籍され練習特務艦となる。終戦時まで残存。
朝日（あさひ）元戦艦。1921年（大正10年）9月1日、一等海防艦に変更。1923年（大正12年）4月1日、軍艦籍より除籍され練習特務艦となる。1937年（昭和12年）8月16日、工作艦に類別変更。1942年（昭和17年）5月25日、米潜水艦サーモンに撃沈される。
三笠（みかさ）元戦艦。1921年（大正10年）9月1日、一等海防艦に変更。1923年（大正12年）9月1日、関東大震災で大破着底。9月20日、除籍。記念艦として現存。
肥前（ひぜん）元ロシア戦艦レトヴィザン。1921年（大正10年）9月1日、一等海防艦に変更。1923年（大正12年）9月20日、除籍。1924年（大正13年）7月25日、長門型戦艦（長門、陸奥）他の標的となり撃沈処分。
八雲（やくも）元1等巡洋艦。1921年（大正10年）9月1日、一等海防艦に変更（昭和6年に等級廃止）。主に練習艦隊参加艦として遠洋航海に従事。海防艦の定義見直しにともない1942年（昭和17年）7月1日、一等巡洋艦に復帰。敗戦まで練習艦として残存。
吾妻（あづま）元1等巡洋艦。1921年（大正10年）9月1日、1等海防艦に変更（昭和6年に等級廃止）。主に海軍機関学校実習船として舞鶴港固定係留のうえ教材化。1942年（昭和17年）7月1日、軍艦籍より除籍。練習特務艦に類別変更。1944年（昭和19年）2月15日除籍、解体。
浅間（あさま）元1等巡洋艦。1921年（大正10年）9月1日、1等海防艦に変更（昭和6年に等級廃止）。主に練習艦隊参加艦として遠洋航海に従事。1935年（昭和10年）10月14日に座礁事故を起こして航行を断念、海軍兵学校練習船となる。1942年（昭和17年）7月1日、軍艦籍より除籍。練習特務艦に類別変更。敗戦まで残存。
常磐（ときわ）元1等巡洋艦。1921年（大正10年）9月1日、1等海防艦に変更。1年後の1922年（大正11年）9月30日に敷設艦として再就役。1945年（昭和20年）8月9日に大湊で空襲戦没するまで日本近海の機雷敷設に従事。
出雲（いずも）元1等巡洋艦。1921年（大正10年）9月1日、1等海防艦に変更（昭和6年に等級廃止）。主に前半は練習艦隊参加艦として遠洋航海に従事。後半は支那方面艦隊旗艦として大陸に駐留。海防艦の定義見直しにともない1942年（昭和17年）7月1日、一等巡洋艦に復帰。1945年（昭和20年）7月24日、呉で空襲戦没するまで練習艦として使用。
磐手（いわて）元1等巡洋艦。1921年（大正10年）9月1日、1等海防艦に変更（昭和6年に等級廃止）。主に練習艦隊参加艦として遠洋航海に従事。海防艦の定義見直しにともない1942年（昭和17年）7月1日、一等巡洋艦に復帰。1945年（昭和20年）7月26日、呉で空襲戦没するまで練習艦として使用。
春日（かすが）元1等巡洋艦。1921年（大正10年）9月1日、1等海防艦に変更（昭和6年に等級廃止）。主に横須賀海兵団練習船として使用。1942年(昭和17年)7月1日、軍艦籍より除籍。練習特務艦に類別変更。1945年（昭和20年）7月18日、横須賀で空襲戦没。
日進（にっしん）元1等巡洋艦。1921年（大正10年）9月1日、1等海防艦に変更（昭和6年に等級廃止）。主に横須賀海兵団練習船として使用。老朽化のため漏水着底。1935年（昭和10年）4月1日除籍後、大和型戦艦搭載予定の46cm砲の標的として使用中、浸水して転覆。後に解体。
千歳（ちとせ）元2等巡洋艦。1921年（大正10年）9月1日、2等海防艦に変更。目立つ行動はなく1928年（昭和3年）4月1日に除籍。空母赤城・鳳翔他航空隊の標的艦となり、沈没。
須磨（すま）元2等巡洋艦。1921年（大正10年）9月1日、2等海防艦に変更。目立つ行動はなく1年半後の1923年（大正12年）4月1日に除籍、解体。
明石（あかし）元2等巡洋艦。1921年（大正10年）9月1日、2等海防艦に変更。主に中国駐留・居留民保護に従事、1928年（昭和3年）4月1日に除籍、処分。
新高（にいたか）元2等巡洋艦。1921年（大正10年）9月1日、2等海防艦に変更。主に北方哨戒に従事。1年後の1922年（大正11年）8月26日、カムチャツカ沖で荒天のため遭難座礁。
対馬（つしま）元2等巡洋艦。1921年（大正10年）9月1日、2等海防艦に変更。主に中国駐留任務に従事。1939年（昭和14年）4月1日の除籍直前まで中国駐留を断続的に経験した。

### 新定義艦各型
- 占守型海防艦（甲型）- 4隻[99]
- 択捉型海防艦（甲型。海軍の法令上は占守型に含まれる）- 14隻[99][100]
- 御蔵型海防艦（甲型）- 8隻[99][100]
  - 日振型海防艦（甲型。海軍の法令上は御蔵型に含まれる）- 9隻[99][100]
- 鵜来型海防艦（甲型）- 20隻[99][100]
- 一号型海防艦（丙型海防艦）- 56隻[99][100]
- 二号型海防艦（丁型海防艦）- 67隻[99][100]
- 八十島型海防艦（支那事変鹵獲艦）- 2隻

## 関連項目

護国海防艦の碑、靖国神社遊就館前2017年7月8日撮影